# Squirrel Trap
Squirrel Trap è un film commedia-thriller statunitense del 2004, prima pellicola diretta dai fratelli Nelms.

## Trama
Cinque studenti del college molto diversi tra loro (un padre con due figli, un genio introverso, un ubriaco, una femminista e una principessa) trascorrono il fine settimana in campeggio per trovare l'ispirazione per scrivere un testo di 10 pagine su Thoreau.

## Distribuzione
Il film è stato proiettato per la prima volta al Palm Beach International Film Festival il 16 aprile del 2004, mentre in lingua italiana è inedito.